# Cornelia (métro de Rome)
Pour les articles homonymes, voir Cornelia.
Cornelia est une station de la ligne A du métro de Rome. Elle est située au carrefour de deux grandes artères routières, la va di Boccea et de la via ou Circonvallazione Cornelia, à Rome en Italie.
En correspondance avec de nombreuses lignes de bus urbains et suburbains, elle est l'une des stations ayant une importante fréquentation.

## Situation sur le réseau
Établie en souterrain, la station Cornelia est située sur la ligne A du métro de Rome, entre la station Battistini, terminus nord-ouest, et la station Baldo degli Ubaldi, en direction de la station terminus sud-est Anagnina.

## Histoire
La station Cornelia est mise en service le 1er janvier 2000, lors de l'ouverture à l'exploitation du prolongement nord-ouest de la ligne A du métro de Rome, de Valle Aurelia à Battistini. Elle est la plus profonde des stations du métro de Rome avec des quais à 40 mètres sous le niveau de la rue. Elle doit son nom à la voie routière, via Cornelia, située au-dessus.
Un grand parking souterrain est créé en même temps que la station mais de graves défauts de construction nécessitent rapidement sa fermeture. Néanmoins cela n'a pas empêché que la station soit très fréquentée, notamment du fait de la présence de gares routières à proximité.

## Services aux voyageurs

### Accès et accueil
Elle dispose de six accès, situés près de la place Giureconsulti et de la rue Monti di Creta au nord, et près de la place Irnerio et de la rue Aurelia au sud. Pour accéder au niveau billets et des tourniquets puis à celui des quais, il y a de nombreux escaliers, escaliers mécaniques et ascenseurs.

Installations
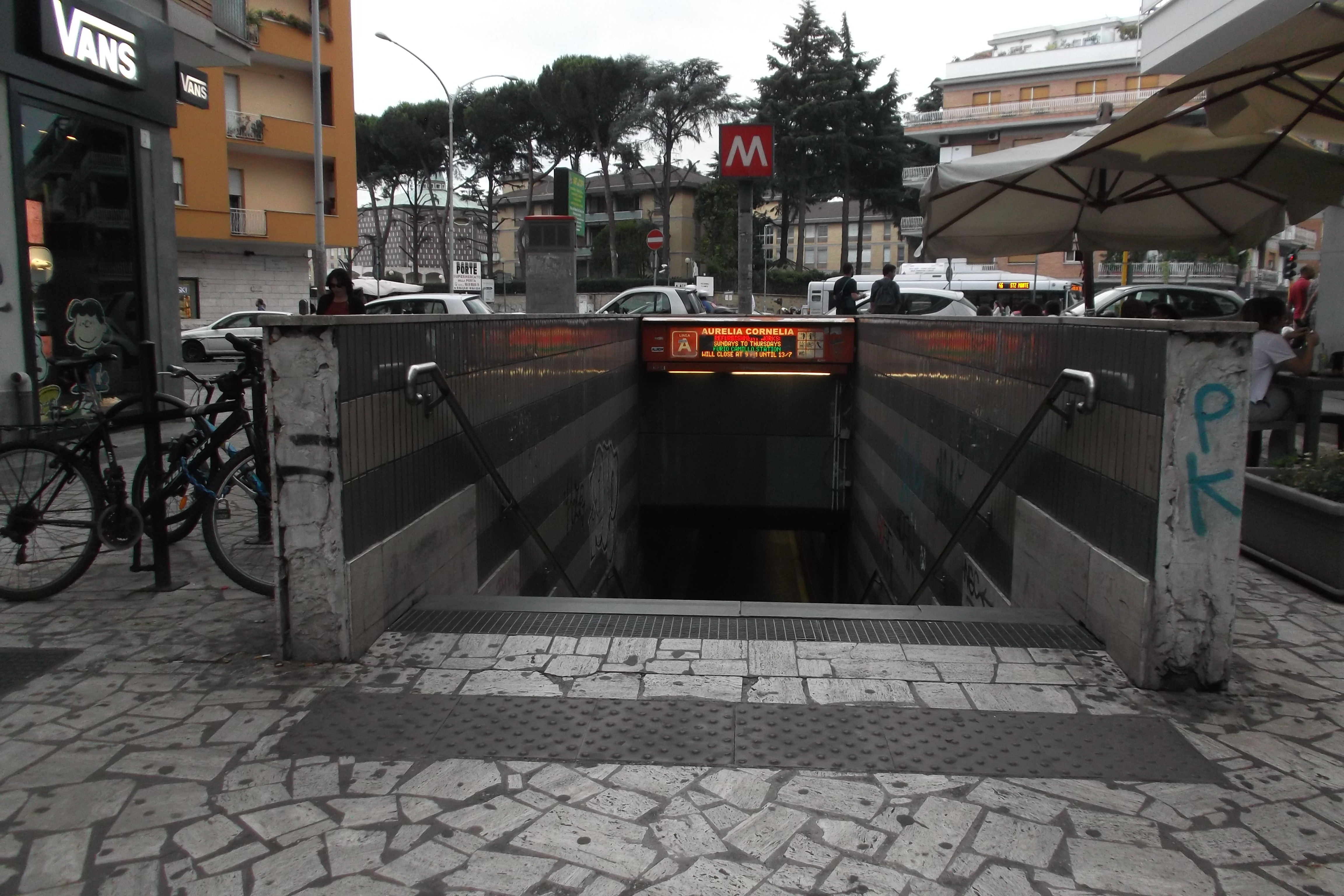
Une bouche d'accès.
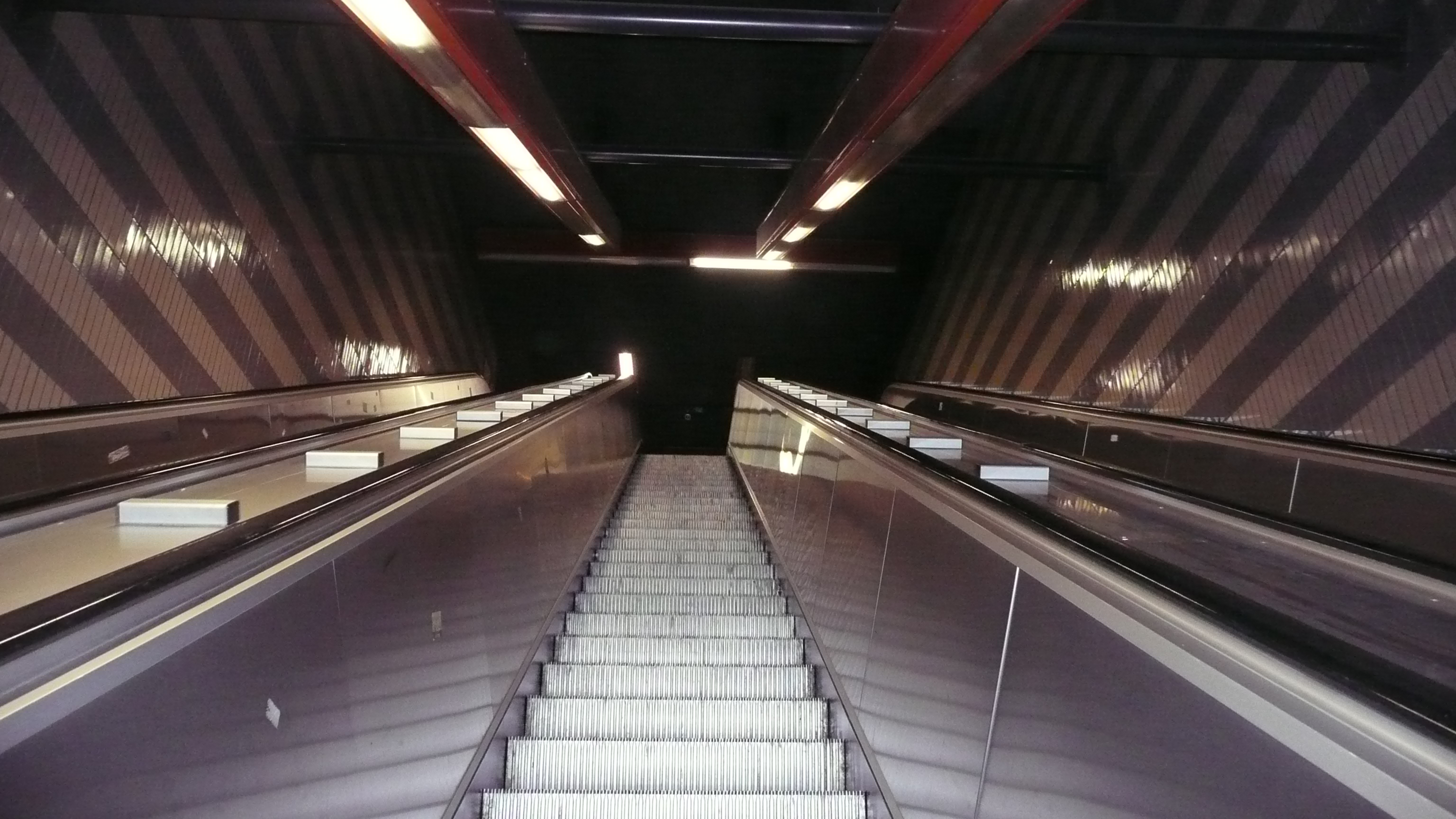
Escalator.

### Desserte
Cornelia est desservie par les rames de la ligne A du métro.

### Intermodalité
La station est en correspondance avec des arrêts desservis par de nombreuses lignes de bus urbaines et suburbaines.

## À proximité
- Fort Braschi
- Parc régional urbain du Pineto